# 广西醉魂藤
广西醉魂藤（学名：Heterostemma renchangii）为夹竹桃科醉魂藤属的植物。分布于中国大陆的广西等地，生长于海拔300米至800米的地区，多生长于山地疏林下和山谷密林石上，目前尚未由人工引种栽培。